# 용상어
용상어(龍-, 학명: Acipenser medirostris)는 철갑상어와 같은 속에 속하는 경골어류의 일종으로, 중국·러시아·캐나다·미국 서안 등에 분포하는 태평양 특산종이다. 몸길이는 약 210cm, 무게는 159kg까지 나간다.